# Giacomo di Coimbra
Giacomo di Coimbra, o di Lusitania o di Portogallo (Lisbona, 17 settembre 1433 – Firenze, 27 agosto 1459), è stato un cardinale e arcivescovo cattolico portoghese, prima vescovo di Arras, nel 1453, poi vescovo titolare di Pafo, dal 1454, poi arcivescovo di Lisbona, dal 1455, e infine cardinale diacono dal 1456 al 1459.

## Origine familiare
Figlio quartogenito del primo Duca di Coimbra e reggente del regno del Portogallo, Pietro d'Aviz (figlio del re del Portogallo, Giovanni I e della moglie, Filippa di Lancaster) e  Isabella di Urgell (1409-1443), figlia del pretendente alla corona d'Aragona, il conte di Urgell, Giacomo II e di Isabella d'Aragona.
Giacomo apparteneva alla casa reale del Portogallo ed era cugino e cognato di re Alfonso V, che aveva sposato sua sorella Isabella di Coimbra.

## Biografia
Nel 1439 suo padre, Pietro, dalle cortes portoghesi fu nominato reggente per il re Alfonso V del Portogallo, ancora minorenne.

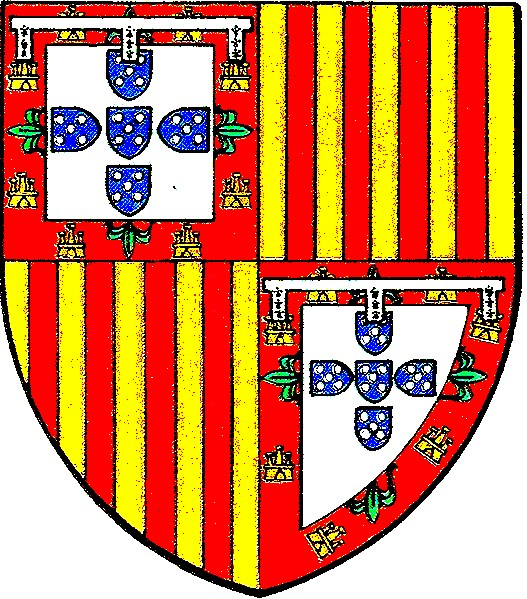
Scudo di Giacomo, che riuniva le armi del Portogallo e di Urgell (Catalogna)

Alfonso V, che aveva raggiunto la maggior età nel 1446, dal 9 giugno del 1448 cominciò a governare direttamente senza più bisogno della reggenza dello zio Pietro, anzi sotto l'influenza dell'altro zio, Alfonso I di Braganza, annullò tutti i provvedimenti presi da Pietro, primo Duca di Coimbra, durante la reggenza. Questo fatto portò alla rottura che sfociò, nel 1449, in una guerra aperta che si concluse con la battaglia sulle sponde del fiume Alfarrobeira, nelle vicinanze di Vila Franca de Xira, dove il duca di Coimbra perse la vita mentre il figlio maggiore, il conestabile del Portogallo, anche lui di nome Pietro, dovette lasciare il Portogallo e andare in esilio in Castiglia, mentre il sedicenne Giacomo, assieme agli altri fratelli, fu imprigionato per quasi un anno. Forse in seguito a queste drammatiche vicende nacque in lui un profondo sentimento religioso, che lo portò alla carriera ecclesiastica.
Giacomo, assieme ai fratelli, Giovanni e Beatrice, fu consegnato alla zia, Isabella d'Aviz, duchessa di Borgogna, che li fece educare nelle Fiandre.
Favorito dalle illustri parentele, già nel 1453 venne nominato vescovo di Arras (che allora apparteneva alle Fiandre).
Poi nello stesso anno fu incaricato di amministrare l'arcidiocesi di Lisbona da Niccolò V, che gli promise il titolo di arcivescovo appena avesse raggiunto l'età adeguata (infatti fu arcivescovo di Lisbona, dal 1455). 
Nel 1454 venne nominato vescovo titolare di Pafo, nell'isola di Cipro.
Nel 1456, a ventitré anni, Callisto III lo creò cardinale diacono, titolare di Sant'Eustachio. Nel 1459 si trovava a Roma quando venne invitato al Concilio di Mantova indetto da Pio II per cercare di fronteggiare la potenza dei turchi Ottomani che avevano espugnato Costantinopoli nel 1453. Lungo il viaggio manifestò condizioni di salute precarie. Si fermò a Siena e a luglio arrivò a Firenze. Qui peggiorò fino alla morte, che avvenne il 27 agosto, a soli venticinque anni (secondo i Reali del Portogallo, Giacomo morì a Firenze il 15 aprile 1459).
Racconta l'umanista Vespasiano da Bisticci un episodio che testimonia l'alone di santità che circondò la sua figura: uno dei medici gli aveva infatti consigliato per guarire di giacere con una donna, al che il giovane cardinale si oppose fermamente, tenendo più al suo voto di castità che alla salute. Lo stesso Vespasiano riporta come nel testamento del giovane principe-cardinale ci fosse la volontà di essere sepolto in una cappella nella basilica di San Miniato al Monte, olivetana, dove "s'avessi ogni mattina a dire messa". Si tratta della tuttora esistente Cappella del Cardinale del Portogallo, alla quale lavorarono alcuni dei migliori artisti rinascimentali dell'epoca (Bernardo Rossellino, Antonio e Piero del Pollaiolo, Alesso Baldovinetti e Luca della Robbia), con i mezzi profusi dalla sua famiglia, che tramandassero la sua stirpe reale.

## Ascendenza
|                           |                     |                                            | Genitori                                 |  |  | Nonni |  |  | Bisnonni                |  |  | Trisnonni                 |  |
|                           |                     |                                            |                                          |  |  |       |  |  | Pietro I del Portogallo |  |  | Alfonso IV del Portogallo |  |
|                           |                     |                                            |                                          |  |  |       |  |  | Pietro I del Portogallo |  |  | Alfonso IV del Portogallo |  |
|                           |                     | Beatrice di Castiglia                      |                                          |  |  |       |  |  | Pietro I del Portogallo |  |  |                           |  |
| Giovanni I del Portogallo |                     |                                            |                                          |  |  |       |  |  | Pietro I del Portogallo |  |  |                           |  |
|                           |                     | Teresa Lourenço                            | Lourenço Martins da Praça                |  |  |       |  |  |                         |  |  |                           |  |
|                           |                     | Teresa Lourenço                            | Lourenço Martins da Praça                |  |  |       |  |  |                         |  |  |                           |  |
|                           |                     | Teresa Lourenço                            | Maria di Lourdes Gil                     |  |  |       |  |  |                         |  |  |                           |  |
| Pietro d'Aviz             |                     | Teresa Lourenço                            |                                          |  |  |       |  |  |                         |  |  |                           |  |
|                           |                     | Giovanni Plantageneto, I duca di Lancaster | Edoardo III d'Inghilterra                |  |  |       |  |  |                         |  |  |                           |  |
|                           |                     | Giovanni Plantageneto, I duca di Lancaster | Edoardo III d'Inghilterra                |  |  |       |  |  |                         |  |  |                           |  |
|                           |                     | Giovanni Plantageneto, I duca di Lancaster | Filippa di Hainaut                       |  |  |       |  |  |                         |  |  |                           |  |
| Filippa di Lancaster      |                     | Giovanni Plantageneto, I duca di Lancaster |                                          |  |  |       |  |  |                         |  |  |                           |  |
|                           |                     | Bianca di Lancaster                        | Enrico Plantageneto, I duca di Lancaster |  |  |       |  |  |                         |  |  |                           |  |
|                           |                     | Bianca di Lancaster                        | Enrico Plantageneto, I duca di Lancaster |  |  |       |  |  |                         |  |  |                           |  |
|                           |                     | Bianca di Lancaster                        | Isabella di Beaumont                     |  |  |       |  |  |                         |  |  |                           |  |
| Giacomo di Coimbra        |                     | Bianca di Lancaster                        |                                          |  |  |       |  |  |                         |  |  |                           |  |
|                           | Pietro II di Urgell | Giacomo I di Urgell                        |                                          |  |  |       |  |  |                         |  |  |                           |  |
|                           | Pietro II di Urgell | Giacomo I di Urgell                        |                                          |  |  |       |  |  |                         |  |  |                           |  |
|                           | Pietro II di Urgell | Cecilia di Comminges                       |                                          |  |  |       |  |  |                         |  |  |                           |  |
| Giacomo II di Urgell      | Pietro II di Urgell |                                            |                                          |  |  |       |  |  |                         |  |  |                           |  |
|                           |                     | Margherita del Monferrato                  | Giovanni II del Monferrato               |  |  |       |  |  |                         |  |  |                           |  |
|                           |                     | Margherita del Monferrato                  | Giovanni II del Monferrato               |  |  |       |  |  |                         |  |  |                           |  |
|                           |                     | Margherita del Monferrato                  | Elisabetta di Maiorca                    |  |  |       |  |  |                         |  |  |                           |  |
| Isabella di Urgell        |                     | Margherita del Monferrato                  |                                          |  |  |       |  |  |                         |  |  |                           |  |
|                           |                     | Pietro IV d'Aragona                        | Alfonso IV d'Aragona                     |  |  |       |  |  |                         |  |  |                           |  |
|                           |                     | Pietro IV d'Aragona                        | Alfonso IV d'Aragona                     |  |  |       |  |  |                         |  |  |                           |  |
|                           |                     | Pietro IV d'Aragona                        | Teresa di Entenza                        |  |  |       |  |  |                         |  |  |                           |  |
| Isabella d Aragona        |                     | Pietro IV d'Aragona                        |                                          |  |  |       |  |  |                         |  |  |                           |  |
|                           |                     | Sibilla di Fortià                          | Bernat di Fortià                         |  |  |       |  |  |                         |  |  |                           |  |
|                           |                     | Sibilla di Fortià                          | Bernat di Fortià                         |  |  |       |  |  |                         |  |  |                           |  |
|                           |                     | Sibilla di Fortià                          | Francesca di Palau                       |  |  |       |  |  |                         |  |  |                           |  |
|                           |                     | Sibilla di Fortià                          |                                          |  |  |       |  |  |                         |  |  |                           |  |